# Calembel
Calembel es una ciudad de Gondor creada por el escritor británico
J. R. R. Tolkien para las historias de su legendarium y que aparece en El Señor de los Anillos.

## Ubicación
Calembel era la capital de la región de Lamedon. Estaba situada cerca de las Ered Nimrais, en una pequeña colina, entre los ríos Ciril y Ringló, en el camino entre la Colina de Erech y Pelargir, que también atravesaba Ethring.

## Historia
Durante la Guerra del Anillo, la ciudad permaneció desierta, pues la mayoría de los hombres habían partido a Minas Tirith, para luchar en su defensa contra las tropas de Mordor. Los habitantes que quedaron en la ciudad huyeron a las colinas cercanas, al recibir la noticia de la llegada del Ejército de los Muertos y la Compañía Gris capitaneada por Aragorn, que se dirigían a Pelargir. En Calembel acamparon para partir al día siguiente.

Pasaron por el desfiladero de Tarlang y desembocaron en Lamedon, seguidos por el Ejército de los Espectros y precedidos por el terror. Y cuando llegaron a Calembel, a orillas del Ciril, el sol descendió como sangre en el oeste, detrás de los picos lejanos del Pinnath Gelin. Encontraron la ciudad desierta y los vados abandonados, pues muchos de los habitantes habían partido a la guerra, y los demás habían huido a las colinas ante el rumor de la venida del Rey de los Muertos.
— Tolkien, 1993, «El paso de la compañía gris».